# تانزانیا در المپیک تابستانی ۲۰۲۴
کاروان المپیکی تانزانیا، یکی از کاروان‌های شرکت‌کننده در بازی‌های المپیک تابستانی ۲۰۲۴ بود. این دوره از بازی‌ها از ۲۶ ژوئیه تا ۱۱ اوت ۲۰۲۴ (۵ تا ۲۱ امرداد ۱۴۰۳ خورشیدی) به میزبانی پاریس، پایتخت فرانسه برگزار شد. پس از نخستین حضور این کاروان در المپیک ۱۹۶۴ تحت نام تانگانیا، ورزشکاران این کاروان در همه‌ی ادوار المپیک به جز المپیک ۱۹۷۶ مونترال (بخشی از تحریم‌کنندگان معروف به کانگولیز) شرکت کرده است.

## شرکت‌کنندگان
ورزشکاران این کاروان در ورزش‌های زیر به رقابت پرداختند.
| ورزش        | مردان | زنان | مجموع |
| ----------- | ----- | ---- | ----- |
| دو و میدانی | ۲     | ۲    | ۴     |
| جودو        | ۱     | ۰    | ۱     |
| شنا         | ۱     | ۱    | ۲     |
| مجموع       | ۴     | ۳    | ۷     |